# Pintor de Ámico

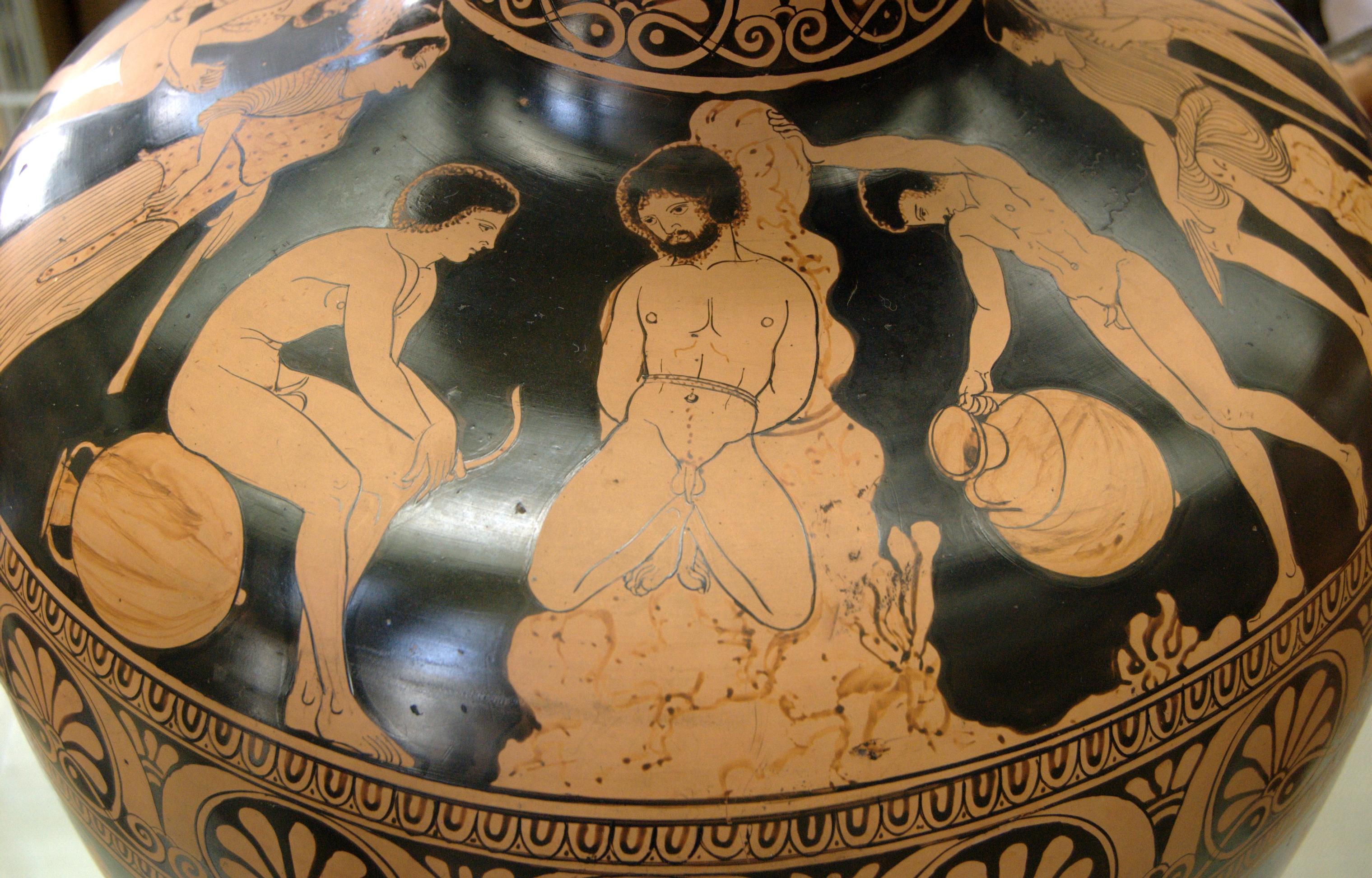
Ámico castigado. Hidria lucana de figuras rojas. Finales del siglo IV a. C. Cabinet des Médailles^{} de la Biblioteca Nacional de Francia.

El Pintor de Ámico tuvo su período creativo, como el del Pintor de Pisticci,  entre los años 430 y 400 a. C. Parece haber trabajado en Metaponto, como lo sugieren los hallazgos de al menos tres vasijas (un ánfora y dos hidrias) hechas por él en el barrio de los alfareros, de Metaponto.Se la atribuye  u una hidria de cerámica de figuras rojas del siglo V a. C. donde se ve a Ámico rodeado por los argonautas que se conserva en el Cabinet des Médailles, París. También se le atribuye una crátera de Sileno con dos ménades.